# Еритрејска газела
Еритрејска газела или хејглинова газела или нубијска газела (лат. Eudorcas tilonura) је врста газеле из рода Eudorcas. Еритрејску газелу неки аутори признају као посебну врсту Eudorcas tilonura, као на пример Гроувс, док је неки аутори сматрају за подврсту црвеночеле газеле (Eudorcas rufifrons) под именом Eudorcas rufifrons tilonura, као на пример Граб.

## Угроженост
Еритрејска газела се сматра рањивом у погледу угрожености од изумирања.

## Распрострањење
Ареал еритрејске газеле је ограничен на подручје Сахела у Африци.